# Shūkan Young Sunday
Shūkan Young Sunday (週刊ヤングサンデー Shūkan Yangu Sandē?), también conocida como Weekly Young Sunday, fue una antología de manga de la demografía seinen publicada por Shōgakukan desde 1987. Fue un reemplazo para la revista Shōnen Big Comic en la line de revistas Shonen de Shogakukan. Es abreviado su nombre comúnmente como Yansan (ヤンサン?)
Para celebrar el 20 aniversario de la publicación Shōgakukan y Yahoo! Auctions Japanorganizaron una subasta a beneficio de La Cruz Verde de Japón. En ella varios mangakas subastaron objetos como dibujos autografiados y Shōgakukan donó artículos de colección para la subasta.
El 30 de mayo de 2008 Shōgakuakn anunció que cesaria la publicación de la revista. La edición final fue lanzada el 31 de julio de 2008.
- Datos: Q130284